# Campionato mondiale di Formula 1 1988

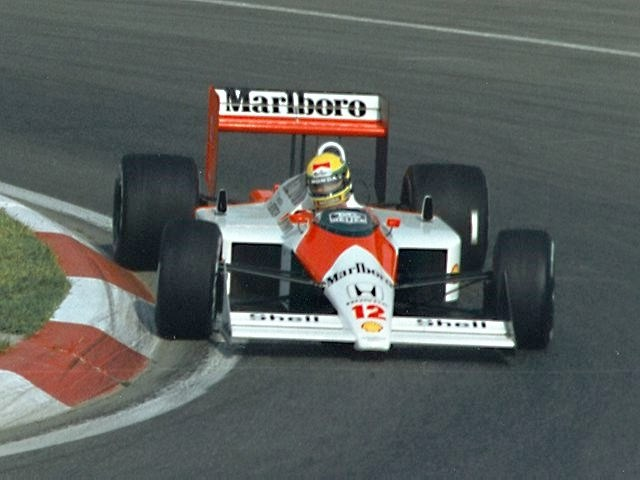
Ayrton Senna conquistò il primo dei suoi tre titoli mondiali.

La stagione 1988 del Campionato mondiale FIA di Formula 1 è stata, nella storia della categoria, la 39ª ad assegnare il campionato piloti, vinto da Ayrton Senna (90 punti), e la 31ª ad assegnare il Campionato Costruttori, vinto dalla McLaren (199 punti). È iniziata il 3 aprile e terminata il 13 novembre, dopo 16 gare.

## La pre-stagione

### Calendario
Anche per il 1988 le tappe mondiali rimasero 16: tornò infatti, dopo un anno di assenza, il Gran Premio del Canada sul Circuito di Montréal, mentre uscì di scena, dopo 18 edizioni, il Gran Premio d'Austria.

Di conseguenza il Gran Premio del Belgio venne posticipato alla fine di Agosto e il Gran Premio del Messico venne anticipato a fine Maggio. 
| Gara | Nome ufficiale del Gran Premio        | Circuito                         | Sede                 | Data         | Ora    | Ora   | Ora   | Diretta TV               |
| Gara | Nome ufficiale del Gran Premio        | Circuito                         | Sede                 | Data         | Locale | UTC   | ITA   | Diretta TV               |
| ---- | ------------------------------------- | -------------------------------- | -------------------- | ------------ | ------ | ----- | ----- | ------------------------ |
| 1    | Grande Prêmio do Brasil               | Circuito di Jacarepaguá          | Rio de Janeiro       | 3 aprile     | 13:00  | 16:00 | 17:00 | Rai Due / Telemontecarlo |
| 2    | Kronenbourg Gran Premio di San Marino | Autodromo Dino Ferrari           | Imola                | 1º maggio    | 14:30  | 13:30 | 14:30 | Rai Due / Telemontecarlo |
| 3    | Grand Prix de Monaco                  | Circuito di Monte Carlo          | Monaco               | 15 maggio    | 15:30  | 14:30 | 15:30 | Rai Due / Telemontecarlo |
| 4    | Gran Premio de México                 | Autodromo Hermanos Rodríguez     | Città del Messico    | 29 maggio    | 13:30  | 19:30 | 20:30 | Rai Due / Telemontecarlo |
| 5    | Molson Grand Prix du Canada           | Circuit Gilles Villeneuve        | Montréal             | 12 giugno    | 12:30  | 17:30 | 18:30 | Rai Due / Telemontecarlo |
| 6    | EniChem United States Grand Prix      | Circuito di Detroit              | Detroit              | 19 giugno    | 13:30  | 18:30 | 19:30 | Rai Due / Telemontecarlo |
| 7    | Rhône-Poulenc Grand Prix de France    | Circuito Paul Ricard             | Le Castellet         | 3 luglio     | 13:15  | 12:15 | 13:15 | Rai Due / Telemontecarlo |
| 8    | Shell Oils British Grand Prix         | Circuito di Silverstone          | Silverstone          | 10 luglio    | 14:30  | 14:30 | 15:30 | Rai Due / Telemontecarlo |
| 9    | Mobil 1 Großer Preis von Deutschland  | Hockenheimring                   | Hockenheim           | 24 luglio    | 14:30  | 13:30 | 14:30 | Rai Due / Telemontecarlo |
| 10   | Pop 84 Magyar Nagydíj                 | Hungaroring                      | Mogyoród             | 7 agosto     | 14:30  | 13:30 | 14:30 | Rai Due / Telemontecarlo |
| 11   | Champion Grand Prix de Belgique       | Circuito di Spa-Francorchamps    | Francorchamps        | 28 agosto    | 14:30  | 13:30 | 14:30 | Rai Due / Telemontecarlo |
| 12   | Coca-Cola Gran Premio d'Italia        | Autodromo nazionale di Monza     | Monza                | 11 settembre | 15:00  | 14:00 | 15:00 | Rai Due / Telemontecarlo |
| 13   | Grande Prémio de Portugal             | Circuito di Estoril              | Cascais              | 25 settembre | 14:30  | 14:30 | 15:30 | Rai Due / Telemontecarlo |
| 14   | Gran Premio Tio Pepe de España        | Circuito di Jerez de la Frontera | Jerez de la Frontera | 2 ottobre    | 14:30  | 13:30 | 14:30 | Rai Due / Telemontecarlo |
| 15   | Fuji Television Japanese Grand Prix   | Circuito di Suzuka               | Suzuka               | 30 ottobre   | 13:00  | 4:00  | 5:00  | Rai Due / Telemontecarlo |
| 16   | Foster's Australian Grand Prix        | Circuito di Adelaide             | Adelaide             | 13 novembre  | 14:00  | 4:30  | 5:30  | Rai Due / Telemontecarlo |

## Cambiamenti rispetto al 1987

### Cambiamenti regolamentari
- Come previsto dal piano di progressivo abbandono dei motori turbo deciso a fine 1986, il 1988 fu l'ultima stagione in cui l'utilizzo di tali propulsori fu ammesso. La pressione di sovralimentazione consentita scese a 2,5 bar (con conseguente riduzione della potenza), mentre la quantità di carburante immessa nei serbatoi delle vetture con motore sovralimentato fu ridotta a 150 litri (contro i 180 della stagione precedente).
- Tutti i telai di nuova progettazione dovevano avere la pedaliera sistemata dietro l'asse delle ruote anteriori (per prevenire traumi agli arti inferiori in caso di urto frontale). Fu concessa deroga solo ai telai che fossero rimasti totalmente invariati rispetto al 1987.
- Essendosi iscritte al campionato ben diciotto scuderie, per il totale di trentuno piloti, fu istituita una sessione di prequalifiche, da disputarsi durante le prove libere del venerdì, in modo da ridurre a trenta (numero massimo previsto dal regolamento) i piloti che avrebbero preso parte alle qualifiche vere e proprie. Nella prima parte di stagione dovettero partecipare alle prequalifiche i piloti delle nuove scuderie, mentre da metà anno in poi la sessione fu obbligatoria per i concorrenti che avevano ottenuto i risultati peggiori in una classifica che conteggiava le ultime 8 gare della stagione precedente e le prime otto della stagione corrente.

### Novità tecniche
- La Williams reintrodusse il cambio trasversale, precedentemente utilizzato dalla Ferrari negli anni Settanta e poi abbandonato.

### Scuderie
- La Brabham, venduta da Bernie Ecclestone, non prese parte al campionato.
- Fecero il loro ingresso in Formula 1 tre nuove scuderie: la EuroBrun, una squadra italo-elvetica nata dalla fusione tra il team Euroracing di Giampaolo Pavanello e il Brun Motorsports di Walter Brun, la Scuderia Italia, fondata dall'imprenditore Giuseppe Lucchini, che si accordò con la Dallara per la costruzione del telaio, e la Rial di Günter Schmidt, già proprietario del team ATS, attivo tra il 1977 ed il 1984.

### Motori
- La TAG smise di finanziare lo sviluppo del motore Porsche che la McLaren aveva utilizzato fino alla stagione precedente. Il marchio tedesco si ritirò dalla Formula 1, così come la BMW, anche se motori BMW rimasero sulla Arrows col marchio Megatron.
- La Honda abbandonò la Williams (che pure aveva un contratto di fornitura anche per quell'anno), fornendo i propri motori alla McLaren e alla Lotus.
- Fece il suo debutto in Formula 1 la Judd, che fornì il proprio V8 a Williams (con la fornitura pagata dalla Honda per rispetto del contratto di fornitura), March e Ligier.
- La Minardi, dopo aver corso per tre stagioni con il V6 turbo della Motori Moderni, firmò un accordo con la Cosworth.
- Sulla Benetton fece l'esordio l'ultima evoluzione del V8 Cosworth. Il "DFR" presentava un basamento ribassato di alcuni centimetri rispetto agli altri DFZ.

### Piloti
- Arrows, Ferrari e Lola Larrousse confermarono i propri piloti.
- La McLaren ingaggiò, a fianco del (2 volte) Campione del Mondo Alain Prost, il brasiliano Ayrton Senna.
- La Lotus sostituì Senna, da tre stagioni nel team, con il Campione del Mondo in carica Nelson Piquet.
- La Williams rimpiazzò Piquet con Riccardo Patrese.
- La Benetton mise sotto contratto Alessandro Nannini, proveniente dalla Minardi, come compagno di squadra di Thierry Boutsen.
- La March Engineering schierò due vetture, confermando Ivan Capelli e affidando la seconda monoposto all'esordiente Maurício Gugelmin.
- Alla Ligier arrivò Stefan Johansson, proveniente dalla McLaren; lo svedese affiancò l'esperto René Arnoux.
- La Tyrrell ingaggiò il debuttante Julian Bailey come compagno di squadra di Jonathan Palmer.
- La Zakspeed confermò Bernd Schneider, mettendo sotto contratto Piercarlo Ghinzani.
- La Minardi assunse il debuttante Luis Pérez-Sala a fianco del connazionale Adrián Campos; quest'ultimo fu sostituito, dopo cinque gare, da Pierluigi Martini.
- Coloni, Osella e AGS affidarono le proprie vetture rispettivamente a Gabriele Tarquini, Nicola Larini e Philippe Streiff.
- Delle tre scuderie esordienti la EuroBrun schierò due vetture, ingaggiando Stefano Modena e Oscar Larrauri come piloti, mentre Scuderia Italia e Rial parteciparono con una sola monoposto, affidandola rispettivamente ad Alex Caffi ed all'esperto Andrea De Cesaris.

### Pneumatici
- La Goodyear mantenne il monopolio conquistato l'anno precedente dopo il ritiro della Pirelli.

## Scuderie e piloti
I seguenti piloti e costruttori hanno gareggiato nella stagione 1988.
| Team                              | Costruttore     | Telaio       | Motore                                 | Gomme | Nº | Piloti                | GP          | Test driver                                    |
| --------------------------------- | --------------- | ------------ | -------------------------------------- | ----- | -- | --------------------- | ----------- | ---------------------------------------------- |
| Camel Team Lotus Honda            | Lotus-Honda     | 100T         | Honda RA168E 1.5 V6T                   | G     | 1  | Nelson Piquet         | Tutti       | Martin Donnelly                                |
| Camel Team Lotus Honda            | Lotus-Honda     | 100T         | Honda RA168E 1.5 V6T                   | G     | 2  | Satoru Nakajima       | Tutti       | Martin Donnelly                                |
| Tyrrell Racing Organisation       | Tyrrell-Ford    | 017          | Cosworth DFZ V8 3.5                    | G     | 3  | Jonathan Palmer       | Tutti       | n/a                                            |
| Tyrrell Racing Organisation       | Tyrrell-Ford    | 017          | Cosworth DFZ V8 3.5                    | G     | 4  | Julian Bailey         | Tutti       | n/a                                            |
| Canon Williams Team               | Williams-Judd   | FW12         | Judd CV 3.5 V8                         | G     | 5  | Nigel Mansell         | 1-10, 13-16 | Jean-Louis Schlesser                           |
| Canon Williams Team               | Williams-Judd   | FW12         | Judd CV 3.5 V8                         | G     | 5  | Martin Brundle        | 11          | Jean-Louis Schlesser                           |
| Canon Williams Team               | Williams-Judd   | FW12         | Judd CV 3.5 V8                         | G     | 5  | Jean-Louis Schlesser  | 12          | Jean-Louis Schlesser                           |
| Canon Williams Team               | Williams-Judd   | FW12         | Judd CV 3.5 V8                         | G     | 6  | Riccardo Patrese      | Tutti       | Jean-Louis Schlesser                           |
| West Zakspeed Racing              | Zakspeed        | 881          | Zakspeed 1500/4 1.5 L4T 1500/4 1.5 L4T | G     | 9  | Piercarlo Ghinzani    | Tutti       | Christian Danner                               |
| West Zakspeed Racing              | Zakspeed        | 881          | Zakspeed 1500/4 1.5 L4T 1500/4 1.5 L4T | G     | 10 | Bernd Schneider       | Tutti       | Christian Danner                               |
| Honda Marlboro McLaren            | McLaren-Honda   | MP4/4        | Honda RA168E 1.5 V6T                   | G     | 11 | Alain Prost           | Tutti       | Emanuele Pirro                                 |
| Honda Marlboro McLaren            | McLaren-Honda   | MP4/4        | Honda RA168E 1.5 V6T                   | G     | 12 | Ayrton Senna          | Tutti       | Emanuele Pirro                                 |
| Automobiles Gonfaronaise Sportive | AGS-Ford        | JH22 JH23    | Cosworth DFZ V8 3.5                    | G     | 14 | Philippe Streiff      | Tutti       | n/a                                            |
| Leyton House March Racing Team    | March-Judd      | 881          | Judd CV V8 3.5                         | G     | 15 | Maurício Gugelmin     | Tutti       | n/a                                            |
| Leyton House March Racing Team    | March-Judd      | 881          | Judd CV V8 3.5                         | G     | 16 | Ivan Capelli          | Tutti       | n/a                                            |
| USF&G Arrows Megatron             | Arrows-Megatron | A10B         | Megatron M12/13 1.5 L4T                | G     | 17 | Derek Warwick         | Tutti       | n/a                                            |
| USF&G Arrows Megatron             | Arrows-Megatron | A10B         | Megatron M12/13 1.5 L4T                | G     | 18 | Eddie Cheever         | Tutti       | n/a                                            |
| Benetton Formula Ltd              | Benetton-Ford   | B188         | Cosworth DFR V8 3.5                    | G     | 19 | Alessandro Nannini    | Tutti       | Johnny Dumfries Gary Brabham                   |
| Benetton Formula Ltd              | Benetton-Ford   | B188         | Cosworth DFR V8 3.5                    | G     | 20 | Thierry Boutsen       | Tutti       | Johnny Dumfries Gary Brabham                   |
| Osella Squadra Corse              | Osella          | FA1I FA1L    | Osella 890T 1.5 V8T                    | G     | 21 | Nicola Larini         | Tutti       | n/a                                            |
| Rial Racing                       | Rial-Ford       | ARC1         | Ford Cosworth DFZ 3.5 V8               | G     | 22 | Andrea De Cesaris     | Tutti       | n/a                                            |
| Lois Minardi Team SpA             | Minardi-Ford    | M188         | Ford Cosworth DFZ 3.5 V8               | G     | 23 | Adrián Campos         | 1-5         | Pierluigi Martini                              |
| Lois Minardi Team SpA             | Minardi-Ford    | M188         | Ford Cosworth DFZ 3.5 V8               | G     | 23 | Pierluigi Martini     | 6-16        | Pierluigi Martini                              |
| Lois Minardi Team SpA             | Minardi-Ford    | M188         | Ford Cosworth DFZ 3.5 V8               | G     | 24 | Luis Pérez-Sala       | Tutti       | Pierluigi Martini                              |
| Ligier Loto                       | Ligier-Judd     | JS31         | Judd CV 3.5 V8                         | G     | 25 | René Arnoux           | Tutti       | n/a                                            |
| Ligier Loto                       | Ligier-Judd     | JS31         | Judd CV 3.5 V8                         | G     | 26 | Stefan Johansson      | Tutti       | n/a                                            |
| Scuderia Ferrari SpA SEFAC        | Ferrari         | F1/87/88C    | Ferrari 033E 1.5 V6T                   | G     | 27 | Michele Alboreto      | Tutti       | Roberto Moreno Gianni Morbidelli Dario Benuzzi |
| Scuderia Ferrari SpA SEFAC        | Ferrari         | F1/87/88C    | Ferrari 033E 1.5 V6T                   | G     | 28 | Gerhard Berger        | Tutti       | Roberto Moreno Gianni Morbidelli Dario Benuzzi |
| Larrousse Calmels                 | Lola-Ford       | LC88         | Ford Cosworth DFZ 3.5 V8               | G     | 29 | Yannick Dalmas        | 1-14        | n/a                                            |
| Larrousse Calmels                 | Lola-Ford       | LC88         | Ford Cosworth DFZ 3.5 V8               | G     | 29 | Aguri Suzuki          | 15          | n/a                                            |
| Larrousse Calmels                 | Lola-Ford       | LC88         | Ford Cosworth DFZ 3.5 V8               | G     | 29 | Pierre-Henri Raphanel | 16          | n/a                                            |
| Larrousse Calmels                 | Lola-Ford       | LC88         | Ford Cosworth DFZ 3.5 V8               | G     | 30 | Philippe Alliot       | Tutti       | n/a                                            |
| Coloni SpA                        | Coloni-Ford     | FC188 FC188B | Ford Cosworth DFZ 3.5 V8               | G     | 31 | Gabriele Tarquini     | Tutti       | n/a                                            |
| EuroBrun Racing                   | EuroBrun-Ford   | ER188        | Ford Cosworth DFZ 3.5 V8               | G     | 32 | Oscar Larrauri        | Tutti       | n/a                                            |
| EuroBrun Racing                   | EuroBrun-Ford   | ER188        | Ford Cosworth DFZ 3.5 V8               | G     | 33 | Stefano Modena        | Tutti       | n/a                                            |
| BMS Scuderia Italia               | Dallara-Ford    | 3087 188     | Ford Cosworth DFZ 3.5 V8               | G     | 36 | Alex Caffi            | Tutti       | n/a                                            |

## Riassunto della stagione
Nei test invernali si mise in luce la nuova McLaren MP4/4 che, completata appena due settimane prima dell'inizio del campionato, fece segnare tempi record nei test pre-campionato di Imola.
La stagione si aprì con il Gran Premio del Brasile, disputato il 3 aprile sul circuito di Jacarepaguá, appena intitolato al tre volte Campione del Mondo Nelson Piquet. Nelle qualifiche Senna conquistò la pole position, davanti al sorprendente Mansell; in gara, però, il brasiliano ebbe problemi al cambio già durante il giro di ricognizione, rimanendo fermo sullo schieramento. La procedura di partenza fu ripetuta ma, contravvenendo al regolamento, la McLaren permise a Senna di ripartire dai box col muletto, come peraltro già aveva fatto con Prost a Monza '86: il brasiliano fu così squalificato, benché si stesse producendo in una straordinaria rimonta sugli avversari che lo aveva condotto al secondo posto. Vinse quindi il suo compagno di squadra Prost, che controllò fino al traguardo Berger; dopo il ritiro di Mansell per problemi tecnici, Piquet conquistò il terzo posto. Chiusero in zona punti anche Warwick, Alboreto e Nakajima.
Dopo una pausa di quasi un mese, le scuderie si recarono a Imola per la seconda gara dell'anno, il Gran Premio di San Marino. Il dominio delle McLaren fu assoluto: in qualifica Senna e Prost inflissero distacchi di oltre tre secondi al terzo classificato, Piquet. In gara, Senna condusse dal primo all'ultimo giro; il suo compagno di squadra, partito male per un problema tecnico, rimontò in quattro tornate fino alla seconda posizione, mantenendola poi fino al termine. Piquet, terzo al traguardo, era staccato di un giro; chiudevano la zona punti le due Benetton di Boutsen e Nannini, separate dalla Ferrari di Berger. Anche a Montecarlo Senna conquistò la pole position, battendo nettamente Prost; in gara, il francese rimase bloccato per 54 giri dietro alla Ferrari di Berger, mentre il suo compagno di squadra si involava al comando. Quando finalmente ebbe la meglio sul pilota austriaco, Prost aveva uno svantaggio di quasi un minuto rispetto a Senna. A undici tornate dalla fine, però, quest'ultimo ebbe un calo di concentrazione e andò a sbattere contro le barriere alla curva del Portier, dovendosi ritirare. Prost conquistò così la seconda vittoria stagionale, davanti a Berger, Alboreto, Warwick, Palmer e Patrese.
La schiacciante superiorità tecnica della McLaren - Honda ridusse di fatto il campionato ad un lungo duello tra i due piloti del team inglese. Nel Gran Premio del Messico Senna conquistò ancora una volta la pole position, ma in partenza il brasiliano fu sopravanzato da Prost e Piquet; superato rapidamente il pilota della Lotus, Senna si dovette accontentare della seconda posizione, mentre il suo compagno di squadra coglieva la terza vittoria stagionale. Nella lotta tra gli "altri" per il terzo posto ebbe la meglio Berger; Piquet, quarto fino a poche tornate dalla fine, si ritirò per problemi tecnici. Conquistarono punti anche Alboreto, Warwick e Cheever.
Nei Gran Premi del Canada e degli Stati Uniti Senna colse due vittorie consecutive, che gli consentirono di riavvicinarsi a Prost in classifica. Sul Circuito di Montréal il brasiliano conquistò la pole position; come in Messico, Prost partì meglio del compagno di squadra, ma questa volta Senna reagì e, nel corso del 19º giro, sopravanzò il pilota francese, mantenendo poi la testa della corsa fino alla bandiera a scacchi. Terzo chiuse Boutsen, seguito da Piquet, Capelli e Palmer. Anche a Detroit Senna fu il più veloce nelle qualifiche, ma questa volta accanto a lui si schierò Berger, mentre Prost si dovette accontentare del terzo posto. Alla partenza il francese perse un'altra posizione, a favore di Boutsen: superò entrambi i rivali in soli sei passaggi, ma a questo punto Senna era già imprendibile. Il brasiliano vinse quindi davanti a Prost, Boutsen, De Cesaris, Palmer e Martini, che aveva sostituito Adrián Campos alla Minardi; per il team faentino, così come per la Rial, si trattava dei primi punti nella storia.
In Francia, davanti al suo pubblico, Prost batté Senna già in prova (prima pole stagionale per lui). In gara Senna passò momentaneamente in testa grazie a un cambio gomme più rapido, ma il francese lo infilò al 60º degli 80 giri con una manovra astuta, in fase di doppiaggio della Minardi di Martini, grazie anche ad alcuni problemi al cambio del brasiliano, che chiuse secondo davanti ad Alboreto, nel giorno in cui venne ufficializzato l'addio di questi alla Ferrari per l'89. In zona punti chiusero anche Berger, Piquet e Nannini.
Dopo la netta vittoria di Prost a Le Castellet, Senna cominciò una serie di quattro vittorie consecutive, che gli permisero di rimontare lo svantaggio dal compagno di squadra in classifica e di portarsi in testa al Mondiale. A Silverstone furono le Ferrari a partire davanti, con Berger in pole: per la prima volta nella stagione nessuno dei piloti McLaren conquistò la prima posizione in griglia di partenza. La gara si disputò sotto la pioggia, con la pista molto bagnata, e Senna (partito terzo) vinse agevolmente; Prost, in difficoltà, dopo essere finito nelle retrovie abbandonò la gara, evitando di rischiare per un risultato che a fine anno sarebbe stato con ogni probabilità da scartare. Fu una grande gara di Mansell (in predicato di passare alla Ferrari nell'89) partito 11º e giunto secondo, al suo primo arrivo al traguardo in stagione. Primi punti in carriera per Gugelmin, quarto con la March.
Nel Gran Premio di Germania Senna dominò già dalle qualifiche, conducendo poi la gara (svoltasi con il tracciato ancora bagnato dopo la pioggia caduta la mattina) dalla partenza al traguardo. Prost, scattato male e scivolato alle spalle di Nannini e Berger, rimontò rapidamente fino alla seconda posizione, ma poi non fu in grado di minacciare concretamente il compagno di squadra. Terzo e quarto conclusero i due piloti della Ferrari, Berger e Alboreto, mentre Capelli e Boutsen conquistarono gli ultimi punti a disposizione. Sul tortuoso Hungaroring, caratterizzato da un solo corto rettilineo, la differenza di potenza tra i motori turbo e quelli aspirati giocò un ruolo decisamente inferiore: nelle qualifiche, alle spalle del solito Senna si piazzarono quindi Mansell, su Williams - Judd, Boutsen, su Benetton - Ford e Capelli, su March - Judd, mentre Prost non riuscì a fare meglio del settimo posto. In gara, tuttavia, neppure questi outsider riuscirono a spezzare il dominio della McLaren: Senna mantenne la testa della corsa, mentre Prost rimontò furiosamente, raggiungendo il compagno di squadra e superandolo. Il pilota francese commise però un errore di guida, cedendo nuovamente la posizione a Senna; il brasiliano non lasciò al rivale nessun'altra occasione per sopravanzarlo e vinse la gara. Terzo giunse Boutsen, seguito da Berger, Gugelmin e Patrese. Una settimana dopo il Gran Premio ungherese, il 14 agosto, morì a novant'anni Enzo Ferrari.
Nigel Mansell dovette saltare le gare di Spa e Monza per motivi di salute; fu sostituito rispettivamente da Martin Brundle e dal debuttante Jean-Louis Schlesser.
In Belgio Senna conquistò la nona pole position stagionale, davanti al compagno di squadra: alla partenza quest'ultimo scattò meglio, superando il brasiliano alla prima curva. Tuttavia, Senna si riprese la prima posizione già nel corso del primo giro, conducendo poi la gara fino al traguardo. Prost concluse secondo, davanti ai due piloti della Benetton; questi ultimi furono però squalificati per aver utilizzato una benzina non regolamentare e il terzo posto passò a Capelli, che ottenne a tavolino il primo podio in carriera. In zona punti, grazie alla squalifica di Boutsen e Nannini, chiusero Piquet, Warwick e Cheever. Grazie a questi risultati Senna passò in testa alla classifica iridata: avendo ottenuto sette vittorie, contro le quattro di Prost, era anche favorito dalla complessa regola degli scarti, che prevedeva che solo gli undici migliori risultati della stagione contassero per la classifica finale.
A Monza Senna partì dalla pole davanti a Prost e alle due Ferrari. Il francese subì l'unico guasto meccanico per la McLaren nel 1988, abbandonando la corsa per la rottura del motore. Il brasiliano condusse indisturbato fino a due giri dalla fine, quando si trovò davanti il doppiato Schlesser su Williams. Tra i due ci fu un'incomprensione ed entrarono in collisione: Senna fu costretto al ritiro, e come già l'anno precedente dovette rinunciare alla vittoria a Monza per un problema in fase di doppiaggio. Via libera per le Ferrari, che fecero doppietta con Berger e Alboreto nell'ordine: fu l'unica vittoria non McLaren della stagione, nel primo Gran Premio d'Italia senza Enzo Ferrari. Sul podio chiuse anche Cheever, seguito dal compagno di squadra Warwick, Capelli e Boutsen.
Sia in Portogallo che in Spagna, Senna fu rallentato da problemi di consumo, mentre il suo compagno di squadra, primo in entrambe le occasioni, riconquistò la testa della classifica. Sul Circuito di Estoril si mise in luce Capelli, alla guida dell'innovativa March 881 progettata da Adrian Newey; il pilota italiano, infatti, si qualificò in terza posizione, alle spalle di Senna e Prost (per la seconda e ultima volta nel 1988 più veloce del compagno di squadra). Durante il primo giro i piloti della McLaren si contesero la prima posizione: Prost ebbe la meglio, conducendo poi la gara fino al termine, nonostante una manovra piuttosto decisa del brasiliano, che scartò improvvisamente verso il rivale mentre questi lo stava superando sul rettilineo dei box. Senna cominciò subito ad avere problemi di consumo, che gli imposero di rallentare: il pilota brasiliano fu sopravanzato da Capelli e Berger, cominciando poi un lungo duello con Mansell, che si concluse con un tamponamento da parte dell'inglese. Prost contenne agevolmente il rimontante Capelli, conquistando la quinta vittoria stagionale davanti al pilota milanese; terzo giunse Boutsen, davanti a Warwick, Alboreto e Senna. Il Gran Premio di Spagna si svolse in modo simile, anche se questa volta fu Senna a conquistare la pole position; il brasiliano partì però male, perdendo la posizione a favore di Prost (che non cedette più il comando della gara) e Mansell. Senna fu poi costretto a rallentare per il ripetersi dei problemi di consumo già verificatisi nella gara precedente, dovendo difendersi dall'attacco di Patrese e Capelli. Quest'ultimo ebbe la meglio su entrambi i rivali, ma fu costretto ad abbandonare la gara per un problema tecnico. Dietro a Prost e Mansell, al suo secondo e ultimo arrivo stagionale, sempre in seconda posizione, chiuse quindi Nannini, che aveva sopravanzato sia Senna che Patrese, giunti al traguardo alle sue spalle. L'ultimo punto a disposizione fu conquistato da Berger.
Nonostante la vittoria, Prost non poté aumentare il proprio vantaggio in classifica su Senna in virtù della regola degli scarti; il brasiliano rimase quindi a cinque punti di distanza dal rivale, ma con la possibilità di aggiudicarsi matematicamente il titolo già al Gran Premio del Giappone. Se infatti Senna avesse vinto, il brasiliano avrebbe perso solo il punto conquistato in Portogallo, mentre Prost, avendo già ottenuto sei vittorie e cinque secondi posti, più un altro secondo posto già scartato, non avrebbe guadagnato punti da un ulteriore secondo posto, che si sarebbe aggiunto ai risultati da scartare. A questo punto, anche se Prost avesse vinto nell'ultima gara in Australia, con Senna fuori dai punti, avrebbe al massimo raggiunto il rivale in classifica, ma avrebbe perso il Mondiale per il minor numero di vittorie conquistate.
Il Gran Premio del Giappone si rivelò decisivo per l'assegnazione del Mondiale. Senna conquistò la pole position davanti al rivale Prost, ma alla partenza il pilota brasiliano venne tradito dal motore della sua McLaren, che si spense per ben due volte; riuscì a riavviarlo grazie al circuito in discesa ma precipitò in quattordicesima posizione. Prost, invece, si avviò senza problemi, ma dopo alcuni giri fu messo sotto pressione dal sempre più sorprendente Capelli, che per alcune curve prese anche il comando della gara. Nel frattempo, Senna rimontò rapidamente e al 28º giro superò anche il compagno di squadra, rallentato da un'avaria al cambio. Il brasiliano, che dopo la gara dichiarò anche di aver visto Dio, non cedette più il comando, vincendo la gara e il titolo. Prost conquistò un inutile secondo posto, seguito da Boutsen, Nannini, Berger e Patrese.
L'ultima gara, disputata sul Circuito di Adelaide, fu quindi ininfluente sull'esito del campionato. In qualifica Senna conquistò la tredicesima pole position stagionale, davanti a Prost e Mansell. Patrese, sesto in griglia di partenza, festeggiò invece la 176ª partecipazione ad un Gran Premio, raggiungendo così il record di presenze di Graham Hill e Jacques Laffite. Al via Senna scattò male, venendo sopravanzato da Prost e trovandosi a duellare con Mansell: il pilota inglese dovette arrendersi e fece passare anche Berger e Piquet. Al terzo giro il pilota della Ferrari sopravanzò Senna, conquistando la testa della corsa tredici tornate più tardi; fu però costretto al ritiro, toccandosi con il doppiato Arnoux. Prost proseguì indisturbato fino al traguardo, davanti a Senna, Piquet, Patrese, Boutsen e Capelli.
L'ultima stagione dei motori turbo fu così dominata largamente dalla McLaren - Honda e dai suoi piloti. Senna si aggiudicò il primo titolo mondiale della sua carriera, conquistando otto vittorie e tredici pole position (entrambi i risultati erano un record all'epoca); Prost si classificò secondo, nonostante avesse ottenuto più punti totali del brasiliano (105 contro 94) per via della regola degli scarti. Il francese aveva vinto sette gare, ottenendo due pole position. Gli altri piloti non furono mai seriamente in lotta per il titolo: Berger si classificò in terza posizione con 41 punti, seguito da Boutsen con 27, Alboreto con 24 e Piquet con 22. Il Campione del Mondo in carica si dovette accontentare, come miglior risultato, di tre terzi posti.
Nel Campionato Costruttori la McLaren fece segnare ben 199 punti con 15 vittorie su 16 gare; anche in questo caso, due record fino a quel momento. Seconda si classificò la Ferrari, che non conquistò neanche un terzo dei punti dei rivali, fermandosi a quota 65. La scuderia di Maranello fu però l'unica a spezzare il monopolio del team inglese, con la vittoria di Berger nel Gran Premio d'Italia. Si misero in luce la Benetton - Ford, terza con 39 punti, e la March - Judd, sesta a quota 22, entrambe con V8 aspirati; deluse la Lotus che giunse solamente quarta a pari merito con la Arrows, nonostante avesse motori Honda come la McLaren, anche se si era saputo ben presto che la Honda non avrebbe rinnovato la fornitura per il 1989. Il team Campione del Mondo uscente, la Williams, affrontò una stagione di transizione conclusa con il settimo posto in classifica, mentre già preparava la stagione 1989 con i motori Renault.

## Risultati
| Nº | Gran Premio                       | Circuito          | Pole position  | Giro veloce        | Pilota vincitore | Costruttore   | Resoconto |
| -- | --------------------------------- | ----------------- | -------------- | ------------------ | ---------------- | ------------- | --------- |
| 1  | Gran Premio del Brasile           | Jacarepaguá       | Ayrton Senna   | Gerhard Berger     | Alain Prost      | McLaren-Honda | Resoconto |
| 2  | Gran Premio di San Marino         | Imola             | Ayrton Senna   | Alain Prost        | Ayrton Senna     | McLaren-Honda | Resoconto |
| 3  | Gran Premio di Monaco             | Monaco            | Ayrton Senna   | Ayrton Senna       | Alain Prost      | McLaren-Honda | Resoconto |
| 4  | Gran Premio del Messico           | Città del Messico | Ayrton Senna   | Alain Prost        | Alain Prost      | McLaren-Honda | Resoconto |
| 5  | Gran Premio del Canada            | Montréal          | Ayrton Senna   | Ayrton Senna       | Ayrton Senna     | McLaren-Honda | Resoconto |
| 6  | Gran Premio degli Stati Uniti-Est | Detroit           | Ayrton Senna   | Alain Prost        | Ayrton Senna     | McLaren-Honda | Resoconto |
| 7  | Gran Premio di Francia            | Le Castellet      | Alain Prost    | Alain Prost        | Alain Prost      | McLaren-Honda | Resoconto |
| 8  | Gran Premio di Gran Bretagna      | Silverstone       | Gerhard Berger | Nigel Mansell      | Ayrton Senna     | McLaren-Honda | Resoconto |
| 9  | Gran Premio di Germania           | Hockenheimring    | Ayrton Senna   | Alessandro Nannini | Ayrton Senna     | McLaren-Honda | Resoconto |
| 10 | Gran Premio d'Ungheria            | Hungaroring       | Ayrton Senna   | Alain Prost        | Ayrton Senna     | McLaren-Honda | Resoconto |
| 11 | Gran Premio del Belgio            | Spa-Francorchamps | Ayrton Senna   | Gerhard Berger     | Ayrton Senna     | McLaren-Honda | Resoconto |
| 12 | Gran Premio d'Italia              | Monza             | Ayrton Senna   | Michele Alboreto   | Gerhard Berger   | Ferrari       | Resoconto |
| 13 | Gran Premio del Portogallo        | Estoril           | Alain Prost    | Gerhard Berger     | Alain Prost      | McLaren-Honda | Resoconto |
| 14 | Gran Premio di Spagna             | Jerez             | Ayrton Senna   | Alain Prost        | Alain Prost      | McLaren-Honda | Resoconto |
| 15 | Gran Premio del Giappone          | Suzuka            | Ayrton Senna   | Ayrton Senna       | Ayrton Senna     | McLaren-Honda | Resoconto |
| 16 | Gran Premio d'Australia           | Adelaide          | Ayrton Senna   | Alain Prost        | Alain Prost      | McLaren-Honda | Resoconto |

## Classifiche

### Sistema di punteggio
| Posizione | 1ª | 2ª | 3ª | 4ª | 5ª | 6ª |
| Punti     | 9  | 6  | 4  | 3  | 2  | 1  |

| Pos. | Pilota                |     |     |     |     |     |     |     |     |     |     |     |     |     |     |     |     | Punti    |
| ---- | --------------------- | --- | --- | --- | --- | --- | --- | --- | --- | --- | --- | --- | --- | --- | --- | --- | --- | -------- |
| 1    | Ayrton Senna          | SQ  | 1   | Rit | 2   | 1   | 1   | 2   | 1   | 1   | 1   | 1   | 10* | 6   | 4   | 1   | 2   | 90 (94)  |
| 2    | Alain Prost           | 1   | 2   | 1   | 1   | 2   | 2   | 1   | Rit | 2   | 2   | 2   | Rit | 1   | 1   | 2   | 1   | 87 (105) |
| 3    | Gerhard Berger        | 2   | 5   | 2   | 3   | Rit | Rit | 4   | 9   | 3   | 4   | Rit | 1   | Rit | 6   | 4   | Rit | 41       |
| 4    | Thierry Boutsen       | 7   | 4   | 8   | 8   | 3   | 3   | Rit | Rit | 6   | 3   | SQ  | 6   | 3   | 9   | 3   | 5   | 27       |
| 5    | Michele Alboreto      | 5   | 18* | 3   | 4   | Rit | Rit | 3   | 17* | 4   | Rit | Rit | 2   | 5   | Rit | 11  | Rit | 24       |
| 6    | Nelson Piquet         | 3   | 3   | Rit | Rit | 4   | Rit | 5   | 5   | Rit | 8   | 4   | Rit | Rit | 8   | Rit | 3   | 22       |
| 7    | Ivan Capelli          | Rit | Rit | 10  | 16  | 5   | NP  | 9   | Rit | 5   | Rit | 3   | 5   | 2   | Rit | Rit | 6   | 17       |
| 8    | Derek Warwick         | 4   | 9   | 4   | 5   | 7   | Rit | Rit | 6   | 7   | Rit | 5   | 4   | 4   | Rit | Rit | Rit | 17       |
| 9    | Nigel Mansell         | Rit | Rit | Rit | Rit | Rit | Rit | Rit | 2   | Rit | Rit |     |     | Rit | 2   | Rit | Rit | 12       |
| 10   | Alessandro Nannini    | Rit | 6   | Rit | 7   | Rit | Rit | 6   | 3   | 18  | Rit | SQ  | 9   | Rit | 3   | 5   | Rit | 12       |
| 11   | Riccardo Patrese      | Rit | 13  | 6   | Rit | Rit | Rit | Rit | 8   | Rit | 6   | Rit | 7   | Rit | 5   | 6   | 4   | 8        |
| 12   | Eddie Cheever         | 8   | 7   | Rit | 6   | Rit | Rit | 11  | 7   | 10  | Rit | 6   | 3   | Rit | Rit | Rit | Rit | 6        |
| 13   | Maurício Gugelmin     | Rit | 15  | Rit | Rit | Rit | Rit | 8   | 4   | 8   | 5   | Rit | 8   | Rit | 7   | 10  | Rit | 5        |
| 14   | Jonathan Palmer       | Rit | 14  | 5   | NQ  | 6   | 5   | Rit | Rit | 11  | Rit | 12* | NQ  | Rit | Rit | 12  | Rit | 5        |
| 15   | Andrea De Cesaris     | Rit | Rit | Rit | Rit | 9*  | 4   | 10  | Rit | 13  | Rit | Rit | Rit | Rit | Rit | Rit | 8*  | 3        |
| 16   | Satoru Nakajima       | 6   | 8   | NQ  | Rit | 11  | NQ  | 7   | 10  | 9   | 7   | Rit | Rit | Rit | Rit | 7   | Rit | 1        |
| 17   | Pierluigi Martini     |     |     |     |     |     | 6   | 15  | 15  | NQ  | Rit | NQ  | Rit | Rit | Rit | 13  | 7   | 1        |
| -    | Yannick Dalmas        | Rit | 12  | 7   | 9   | NQ  | 7   | 13  | 13  | 19* | 9   | Rit | Rit | Rit | 11  |     |     | 0        |
| -    | Alex Caffi            | NPQ | Rit | Rit | Rit | NPQ | 8   | 12  | 11  | 15  | Rit | 8   | Rit | 7   | 10  | Rit | Rit | 0        |
| -    | Martin Brundle        |     |     |     |     |     |     |     |     |     |     | 7   |     |     |     |     |     | 0        |
| -    | Philippe Streiff      | Rit | 10  | Rit | 12  | Rit | Rit | Rit | Rit | Rit | Rit | 10  | Rit | 9   | Rit | 8   | 11* | 0        |
| -    | Luis Perez-Sala       | Rit | 11  | Rit | 11  | 13  | Rit | NC  | Rit | NQ  | 10  | NQ  | Rit | 8   | 12  | 15  | Rit | 0        |
| -    | Gabriele Tarquini     | Rit | Rit | Rit | 14  | 8   | NQ  | NPQ | NPQ | NPQ | 13  | Rit | NQ  | 11  | NPQ | NPQ | NQ  | 0        |
| -    | Philippe Alliot       | Rit | 17  | Rit | Rit | 10* | Rit | Rit | 14  | Rit | 12  | 9   | Rit | Rit | 14  | 9   | 10* | 0        |
| -    | Stefan Johansson      | 9   | NQ  | Rit | 10  | Rit | Rit | NQ  | NQ  | NQ  | Rit | 11* | NQ  | Rit | Rit | NQ  | 9*  | 0        |
| -    | Julian Bailey         | NQ  | Rit | NQ  | NQ  | Rit | 9*  | NQ  | 16  | NQ  | NQ  | NQ  | 12  | NQ  | NQ  | 14  | NQ  | 0        |
| -    | Nicola Larini         | NQ  | SQ  | 9   | NQ  | NQ  | Rit | Rit | 19* | Rit | NPQ | Rit | Rit | 12  | Rit | Rit | NPQ | 0        |
| -    | René Arnoux           | Rit | NQ  | Rit | Rit | Rit | Rit | NQ  | 18  | 17  | Rit | Rit | 13  | 10  | Rit | 17  | Rit | 0        |
| -    | Stefano Modena        | Rit | NC  | SQ  | SQ  | 12  | Rit | 14  | 12  | Rit | 11  | NQ  | NQ  | NQ  | 13  | NQ  | Rit | 0        |
| -    | Jean-Louis Schlesser  |     |     |     |     |     |     |     |     |     |     |     | 11  |     |     |     |     | 0        |
| -    | Bernd Schneider       | NQ  |     | NQ  | Rit | NQ  | NQ  | Rit | NQ  | 12  | NQ  | 13* | Rit | NQ  | NQ  | Rit | NQ  | 0        |
| -    | Oscar Larrauri        | Rit | NQ  | Rit | 13  | Rit | Rit | Rit | NQ  | 16  | NQ  | NPQ | NPQ | NPQ | NQ  | NQ  | Rit | 0        |
| -    | Piercarlo Ghinzani    | 11  | Rit | 9   | 13  | 14* | Rit | NQ  | 7   | 8   | NQ  | NQ  | 7   | 7   | 7   | 7   | Rit | 0        |
| -    | Adrián Campos         | Rit | 16  | NQ  | NQ  | NQ  |     |     |     |     |     |     |     |     |     |     |     | 0        |
| -    | Aguri Suzuki          |     |     |     |     |     |     |     |     |     |     |     |     |     |     | 16  |     | 0        |
| -    | Pierre-Henri Raphanel |     |     |     |     |     |     |     |     |     |     |     |     |     |     |     | NQ  | 0        |
| Pos. | Pilota                |     |     |     |     |     |     |     |     |     |     |     |     |     |     |     |     | Punti    |

| Legenda | 1º posto     | 2º posto | 3º posto    | A punti         | Senza punti/Non class.  | Grassetto – Pole position Corsivo – Giro più veloce |
| Legenda | Squalificato | Ritirato | Non partito | Non qualificato | Solo prove/Terzo pilota | Grassetto – Pole position Corsivo – Giro più veloce |

* Indica quei piloti che non hanno terminato la gara ma sono ugualmente classificati avendo coperto, come previsto dal regolamento, almeno il 90% della distanza totale.
- I punti mondiali sono così attribuiti: 9-6-4-3-2-1 in base alle prime sei posizioni di ogni corsa.
- Solo i migliori 11 risultati sono tenuti in considerazione per il mondiale piloti.

### Classifica Costruttori
| Pos | Costruttore                    | Vettura no. | BRA | SMR | MON | MEX | CAN | DET | FRA | GBR | GER | HUN | BEL | ITA | POR | ESP | JPN | AUS | Pti |
| --- | ------------------------------ | ----------- | --- | --- | --- | --- | --- | --- | --- | --- | --- | --- | --- | --- | --- | --- | --- | --- | --- |
| 1   | McLaren - Honda                | 11          | 1   | 2   | 1   | 1   | 2   | 2   | 1   | Rit | 2   | 2   | 2   | Rit | 1   | 1   | 2   | 1   | 199 |
| 1   | McLaren - Honda                | 12          | SQ  | 1   | Rit | 2   | 1   | 1   | 2   | 1   | 1   | 1   | 1   | 10  | 6   | 4   | 1   | 2   | 199 |
| 2   | Ferrari                        | 27          | 5   | 18* | 3   | 4   | Rit | Rit | 3   | 17* | 4   | Rit | Rit | 2   | 5   | Rit | 11  | Rit | 65  |
| 2   | Ferrari                        | 28          | 2   | 5   | 2   | 3   | Rit | Rit | 4   | 9   | 3   | 4   | Rit | 1   | Rit | 6   | 4   | Rit | 65  |
| 3   | Benetton - Ford                | 19          | Rit | 6   | Rit | 7   | Rit | Rit | 6   | 3   | 18  | Rit | SQ  | 9   | Rit | 3   | 5   | Rit | 39  |
| 3   | Benetton - Ford                | 20          | 7   | 4   | 8   | 8   | 3   | 3   | Rit | Rit | 6   | 3   | SQ  | 6   | 3   | 9   | 3   | 5   | 39  |
| 4   | Lotus - Honda                  | 1           | 3   | 3   | Rit | Rit | 4   | Rit | 5   | 5   | Rit | 8   | 4   | Rit | Rit | 8   | Rit | 3   | 23  |
| 4   | Lotus - Honda                  | 2           | 6   | 8   | NQ  | Rit | 11  | NQ  | 7   | 10  | 9   | 7   | Rit | Rit | Rit | Rit | 7   | Rit | 23  |
| 5   | Arrows - Megatron              | 17          | 4   | 9   | 4   | 5   | 7   | Rit | Rit | 6   | 7   | Rit | 5   | 4   | 4   | Rit | Rit | Rit | 23  |
| 5   | Arrows - Megatron              | 18          | 8   | 7   | Rit | 6   | Rit | Rit | 11  | 7   | 10  | Rit | 6   | 3   | Rit | Rit | Rit | Rit | 23  |
| 6   | March - Judd                   | 15          | Rit | 15  | Rit | Rit | Rit | Rit | 8   | 4   | 8   | 5   | Rit | 8   | Rit | 7   | 10  | Rit | 22  |
| 6   | March - Judd                   | 16          | Rit | Rit | 10  | 16  | 5   | NP  | 9   | Rit | 5   | Rit | 3   | 5   | 2   | Rit | Rit | 6   | 22  |
| 7   | Williams - Judd                | 5           | Rit | Rit | Rit | Rit | Rit | Rit | Rit | 2   | Rit | Rit | 7   | 11  | Rit | 2   | Rit | Rit | 20  |
| 7   | Williams - Judd                | 6           | Rit | 13  | 6   | Rit | Rit | Rit | Rit | 8   | Rit | 6   | Rit | 7   | Rit | 5   | 6   | 4   | 20  |
| 8   | Tyrrell - Ford                 | 3           | Rit | 14  | 5   | NQ  | 6   | 5   | Rit | Rit | 11  | Rit | 12  | NQ  | Rit | Rit | 12  | Rit | 5   |
| 8   | Tyrrell - Ford                 | 4           | NQ  | Rit | NQ  | NQ  | Rit | 9   | NQ  | 16  | NQ  | NQ  | NQ  | 12  | NQ  | NQ  | 14  | NQ  | 5   |
| 9   | Rial - Ford                    | 22          | Rit | Rit | Rit | Rit | 9   | 4   | 10  | Rit | 13  | Rit | Rit | Rit | Rit | Rit | Rit | 8   | 3   |
| 10  | Minardi - Ford                 | 23          | Rit | 16  | NQ  | NQ  | NQ  | 6   | 15  | 15  | NQ  | Rit | NQ  | Rit | Rit | Rit | 13  | 7   | 1   |
| 10  | Minardi - Ford                 | 24          | Rit | 11  | Rit | 11  | 13  | Rit | NC  | Rit | NQ  | 10  | NQ  | Rit | 8   | 12  | 15  | Rit | 1   |
| 11  | Lola Larrousse - Ford          | 29          | Rit | 12  | 7   | 9   | NQ  | 7   | 13  | 13  | 19  | 9   | Rit | Rit | Rit | 11  | 16  | NQ  | 0   |
| 11  | Lola Larrousse - Ford          | 30          | Rit | 17  | Rit | Rit | 10  | Rit | Rit | 14  | Rit | 12  | 9   | Rit | Rit | 14  | 9   | 10  | 0   |
| 12  | Dallara Scuderia Italia - Ford | 36          | NPQ | Rit | Rit | Rit | NPQ | 8   | 12  | 11  | 15  | Rit | 8   | Rit | 7   | 10  | Rit | Rit | 0   |
| 13  | AGS - Ford                     | 14          | Rit | 10  | Rit | 12  | Rit | Rit | Rit | Rit | Rit | Rit | 10  | Rit | 9   | Rit | 8   | 11  | 0   |
| 14  | Coloni - Ford                  | 31          | Rit | Rit | Rit | 14  | 8   | NQ  | NPQ | NPQ | NPQ | 13  | Rit | NQ  | 11  | NPQ | NPQ | NQ  | 0   |
| 15  | Ligier - Judd                  | 25          | Rit | NQ  | Rit | Rit | Rit | Rit | NQ  | 18  | 17  | Rit | Rit | 13  | 10  | Rit | 17  | Rit | 0   |
| 15  | Ligier - Judd                  | 26          | 9   | NQ  | Rit | 10  | Rit | Rit | NQ  | NQ  | NQ  | Rit | 11  | NQ  | Rit | Rit | NQ  | 9   | 0   |
| 16  | Osella                         | 21          | NQ  | SQ  | 9   | NQ  | NQ  | Rit | Rit | 19  | Rit | NPQ | Rit | Rit | 12  | Rit | Rit | NPQ | 0   |
| 17  | EuroBrun - Ford                | 32          | Rit | NQ  | Rit | 13  | Rit | Rit | Rit | NQ  | 16  | NQ  | NPQ | NPQ | NPQ | NQ  | NQ  | Rit | 0   |
| 17  | EuroBrun - Ford                | 33          | Rit | NC  | SQ  | SQ  | 12  | Rit | 14  | 12  | Rit | 11  | NQ  | NQ  | NQ  | 13  | NQ  | Rit | 0   |
| 18  | Zakspeed                       | 9           | NQ  | Rit | Rit | 15  | 14  | NQ  | SQ  | NQ  | 14  | NQ  | Rit | Rit | NQ  | NQ  | NQ  | Rit | 0   |
| 18  | Zakspeed                       | 10          | NQ  | NQ  | NQ  | Rit | NQ  | NQ  | Rit | NQ  | 12  | NQ  | 13  | Rit | NQ  | NQ  | Rit | NQ  | 0   |
| Pos | Costruttore                    | Vettura no. | BRA | SMR | MON | MEX | CAN | DET | FRA | GBR | GER | HUN | BEL | ITA | POR | ESP | JPN | AUS | Pti |

### Statistiche
| Pos | Costruttore                    | Telaio       | Motore                | Gomme | Punti | Vittorie | Podi | Poles |
| --- | ------------------------------ | ------------ | --------------------- | ----- | ----- | -------- | ---- | ----- |
| 1   | McLaren - Honda                | MP4/4        | Honda RA168E          | G     | 199   | 15       | 25   | 15    |
| 2   | Ferrari                        | F1-87/88C    | Ferrari 033E          | G     | 65    | 1        | 8    | 1     |
| 3   | Benetton - Ford                | B188         | Ford DFR              | G     | 39    |          | 7    |       |
| 4   | Lotus - Honda                  | 100T         | Honda RA168E          | G     | 23    |          | 3    |       |
| 5   | Arrows - Megatron              | A10B         | (BMW) Megatron M12/13 | G     | 23    |          | 1    |       |
| 6   | March - Judd                   | 881          | Judd CV               | G     | 22    |          | 2    |       |
| 7   | Williams - Judd                | FW12         | Judd CV               | G     | 20    |          | 2    |       |
| 8   | Tyrrell - Ford                 | 017          | Ford DFZ              | G     | 5     |          |      |       |
| 9   | Rial - Ford                    | ARC1         | Ford DFZ              | G     | 3     |          |      |       |
| 10  | Minardi - Ford                 | M188         | Ford DFZ              | G     | 1     |          |      |       |
| 11  | Zakspeed                       | 881 881B     | Zakspeed 1500/4       | G     |       |          |      |       |
| 12  | Coloni - Ford                  | FC188 FC188B | Ford DFZ              | G     |       |          |      |       |
| 13  | Ligier - Judd                  | JS31         | Judd CV               | G     |       |          |      |       |
| 14  | Osella                         | FA1/I FA1/L  | Osella 890T           | G     |       |          |      |       |
| 15  | Lola Larrousse - Ford          | LC88         | Ford DFZ              | G     |       |          |      |       |
| 16  | Dallara Scuderia Italia - Ford | 3087 188     | Ford DFV              | G     |       |          |      |       |
| 17  | AGS - Ford                     | JH23         | Ford DFZ              | G     |       |          |      |       |
| 18  | EuroBrun - Ford                | ER188        | Ford DFZ              | G     |       |          |      |       |